# Ilex cuzcoana
Ilex cuzcoana är en järneksväxtart som beskrevs av Ludwig Eduard Loesener. Ilex cuzcoana ingår i släktet järnekar, och familjen järneksväxter. Inga underarter finns listade i Catalogue of Life.